# 櫻田由樹
櫻田 由樹（さくらだ ゆき、1968年7月14日 - ）は、日本の女子プロボクサー。東京都出身。日本人で初めてWBA女子世界王座に挑戦した選手である。アルファボクシングジム（旧山木ジム）所属。

## 来歴
真部豊とは中学で同級生。2003年6月、34歳でF・ギャラクシーからプロデビュー。
2006年4月2日、韓国にて金恩英とのOPFBA東洋太平洋バンタム級王座決定戦に挑むが、判定負け。
2007年7月29日、いわき市平体育館でアンリと日本ライトフライ級初代王座決定戦に挑戦。相手の地元ゆえの完全アウェーと言うこともあり大差判定に屈した。
2007年8月24日、韓国・ソウルにて金珠熙とのWBA女子ライトフライ級王座決定戦に挑むが、7RTKOで敗退。
2008年に山木ジムへ移籍しJBCプロテストを受験、最初のテストで不合格となったものの、40歳を過ぎた7月23日のテストで合格を果たした。
2009年10月15日、JBCで初の試合として韓国でパク・ヘスと対戦し、3-0の判定勝ち。
2010年に猪崎かずみが引退したため、男女通じてJBCで最年長選手となった。

## 戦績
- 14戦5勝8敗1分